# Okopy Świętej Trójcy
Okopy Świętej Trójcy (dawniej Okop Góry Świętej Trójcy) – twierdza bastionowa nad Dniestrem, u ujścia Zbrucza, założona w 1692 roku przez hetmana Stanisława Jana Jabłonowskiego, wzniesiona według projektu Tylmana z Gameren. Okopy miały blokować komunikację położonego w odległości 23 km osmańskiego garnizonu Kamieńca Podolskiego z Mołdawią, skąd wyruszały konwoje z zaopatrzeniem dla Kamieńca. Twierdza Okopy św. Trójcy utraciła znaczenie militarne po zawarciu pokoju w Karłowicach (1699), w wyniku którego Rzeczpospolita Obojga Narodów odzyskała Kamieniec Podolski.

## Historia

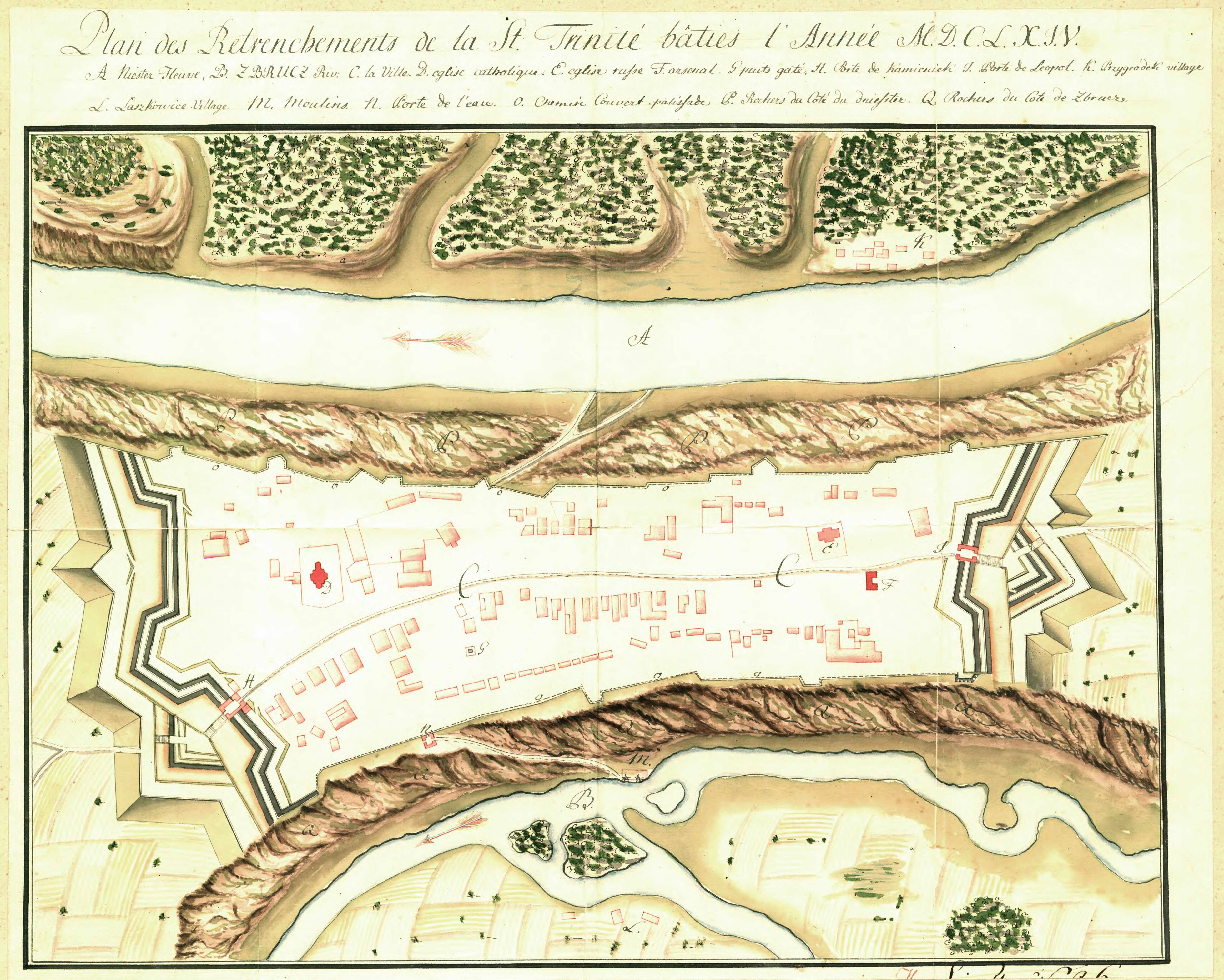
Plan twierdzy

W 1664 roku generał Marcin Kazimierz Kątski wzniósł w swych dobrach szaniec według projektu francuskiego architekta Guillaume’a Le Vasseur de Beauplana. 25 marca 1692 roku rozpoczęto budowę twierdzy. Jej zadaniem, razem ze znajdującą się 43 kilometry na zachód twierdzą Szaniec Panny Marii, było trzymanie w szachu sił tureckich stacjonujących w odległym o 6,5 km Chocimiu i zdobytym przez nich w 1672 roku Kamieńcu Podolskim (odległym o 18,5 km). Potwierdza ten cel określanie jej jako „blokada kamieniecka na Górze św. Trójcy”. Pomysłodawcą i fundatorem był hetman wielki koronny Stanisław Jan Jabłonowski, który zwrócił uwagę Janowi III Sobieskiemu na dogodne do jej powstania miejsce, w którym Zbrucz uchodzi do Dniestru. Okopy św. Trójcy zostały zaprojektowane przez Tylmana z Gameren, a budową kierował generał artylerii koronnej Marcin Kątski.
Zachodnia linia fortyfikacji składała się z dwóch półbastionów oraz usytuowanej między nimi Bramy Lwowskiej dodatkowo wzmocnionej rawelinem. Wschodnia linia fortyfikacji to bastion i dwa półbastiony, była tam umiejscowiona Brama Kamieniecka, również zabezpieczona rawelinem.
Hetman Jabłonowski w 1692 roku ustalił skład załogi Okopów i mianował komendantów garnizonu. Oddziałami zaciągu cudzoziemskiego dowodził oberszter Michał Brandt z 11 kompaniami arkebuzarskimi, 1500 żołnierzy piechoty i 100 dragonami. Osobnego dowódcę mianowano dla jednostek jazdy autoramentu narodowego, którym został cześnik halicki i były regimentarz Jakub Kalinowski dowodzący 18 chorągwiami (13 pancernymi i 5 wołoskimi). Łącznie w Okopach miano ulokować ok. 4 tys. żołnierzy i 18 dział. We wrześniu 1693 r. Kalinowskiego zastąpił na jakiś czas Chomentowski chorąży chorągwi pancernej cześnika halickiego, a od października 1693 roku Konstanty Zahorowski stolnik nowogrodzki, regimentarz JKM. Zmiany w składzie grupy jazdy stacjonującej w Okopach spowodowała budowa nowej polskiej fortyﬁkacji na linii Dniestru – Szańca Panny Marii na uroczysku Gródek pod Wasilowem pod koniec sierpnia 1693 r., gdzie odeszły 3 chorągwie pancerne i 1 wołoska pod dowództwem porucznika Mikołaja Tyszkowskiego. Z powodu trudnych warunków służby od początku zakładano, że służba oddelegowanych towarzyszy w fortecy miała trwać około roku, a potem mieli być oni zmienieni przez innych żołnierzy. Zachętą do służby miała być podwójna hiberna (dodatek do żołdu). W 1699 roku twierdza utraciła większe znaczenie militarne na skutek odzyskania Kamieńca Podolskiego.
18 września 1699 r. odprawiono tu mszę dziękczynną, w której uczestniczyły tłumy wygnańców z Podola i Kamieńca, powracających po 27 latach na swoje ziemie.
W 1700 roku król August II nadał prawa miejskie osadzie w pobliżu twierdzy, a także przywilej organizowania jarmarków.
8 marca 1769 roku podczas konfederacji barskiej Kazimierz Pułaski bronił się tam przed atakami Rosjan. Po trzygodzinnej obronie, która kosztowała życie 200 obrońców, Pułaski opuścił twierdzę z niektórymi żołnierzami i przeprawił się przez Dniestr, ratując życie. Część żołnierzy zginęła w gruzach spalonego kościoła, broniąc się do końca, a część dostała się do niewoli.
W okresie międzywojennym w miejscowości stacjonowała Strażnica KOP „Okopy św. Trójcy”.
Tamtejszy kościół Świętej Trójcy z 1700 został spalony w 1943 roku przez oddział Ukraińskiej Powstańczej Armii i pozostawał w ruinie aż do 2012 roku, kiedy ponownie utworzono parafię Trójcy Przenajświętszej i rozpoczęto odbudowę; kościół został rekonsekrowany 14 czerwca 2014 roku.

## Okopy Św. Trójcy w literaturze
W Nie-Boskiej komedii Zygmunta Krasińskiego nazwa „Okopy Świętej Trójcy” została użyta na określenie ostatniego przyczółka arystokracji.

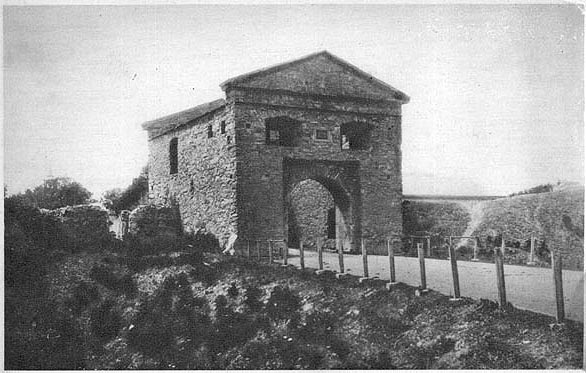
Brama Kamieniecka, XIX w.
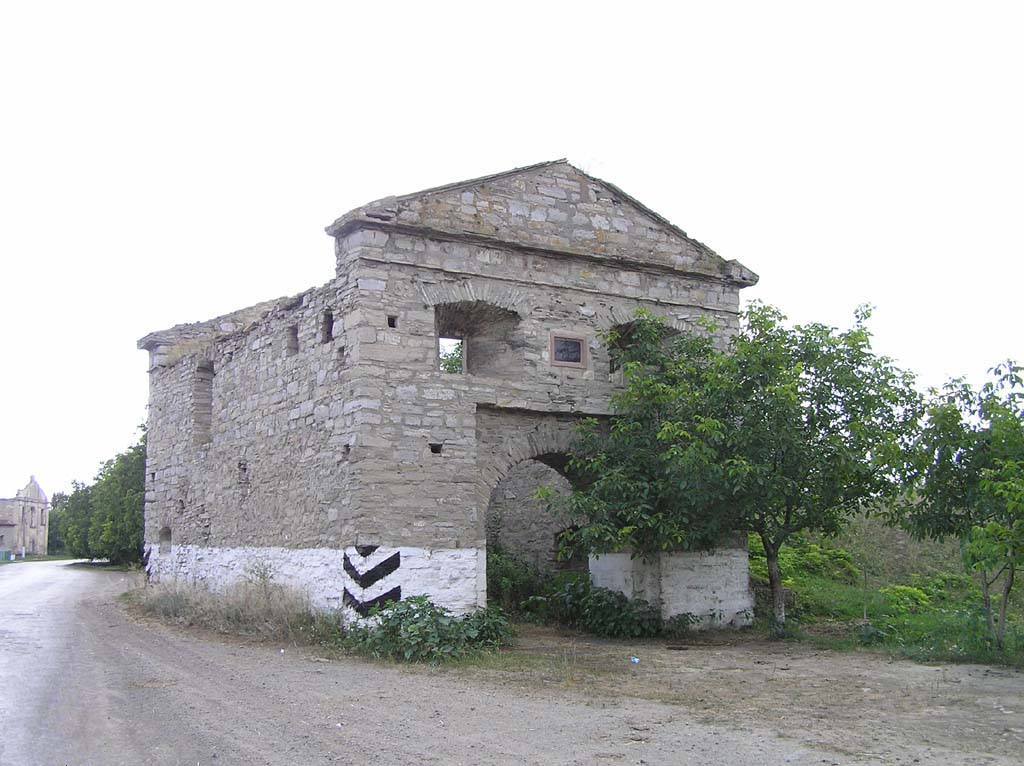
Brama Kamieniecka
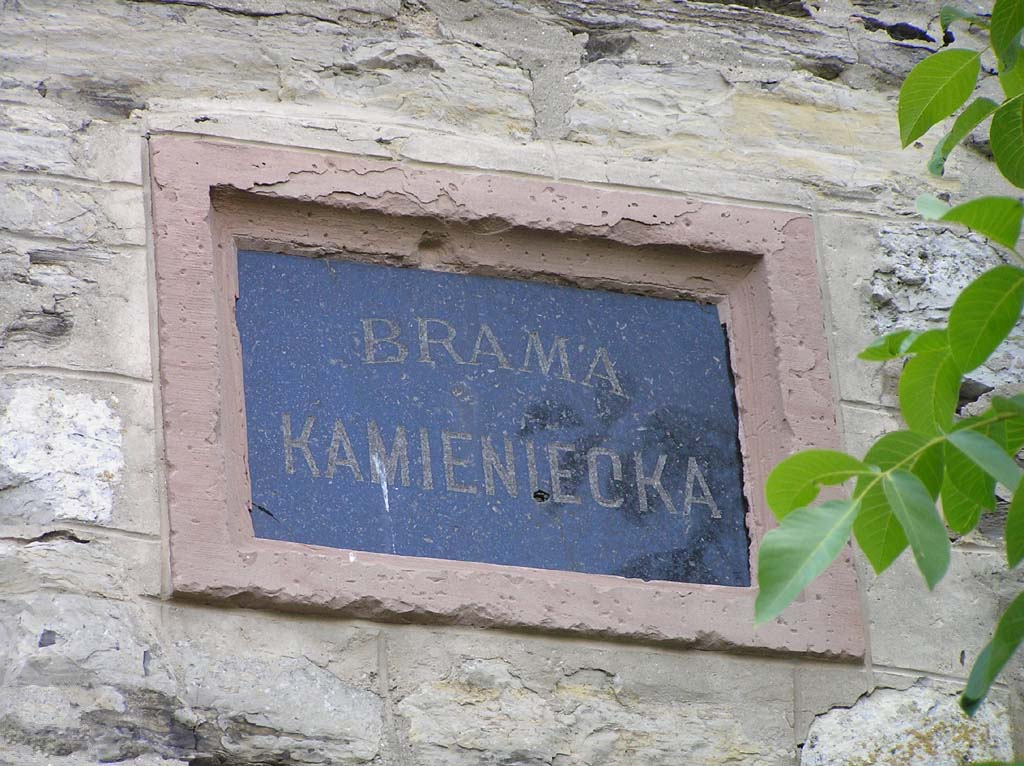
Przedwojenna tablica z nazwą bramy
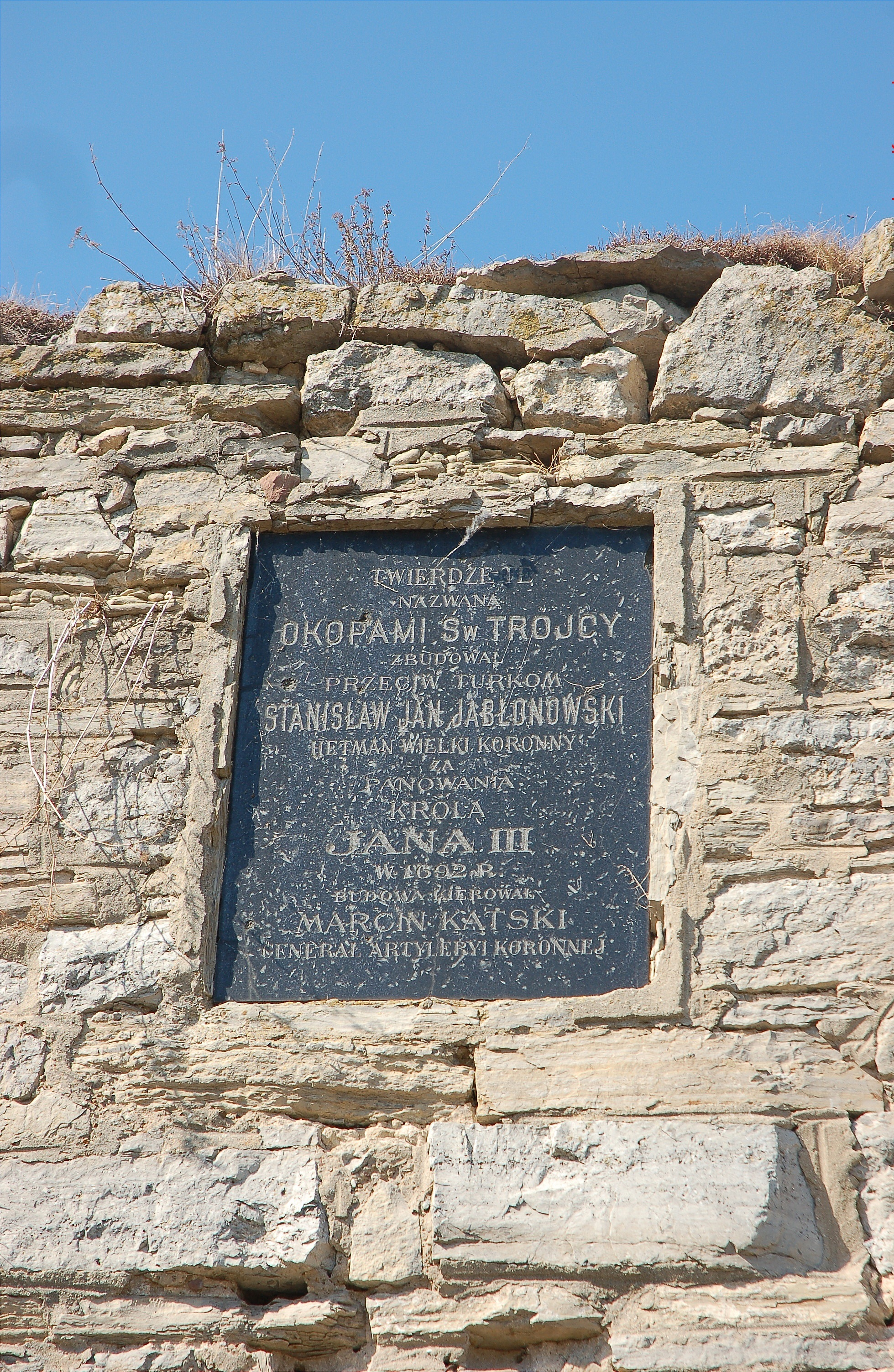
Tablica na Bramie Lwowskiej
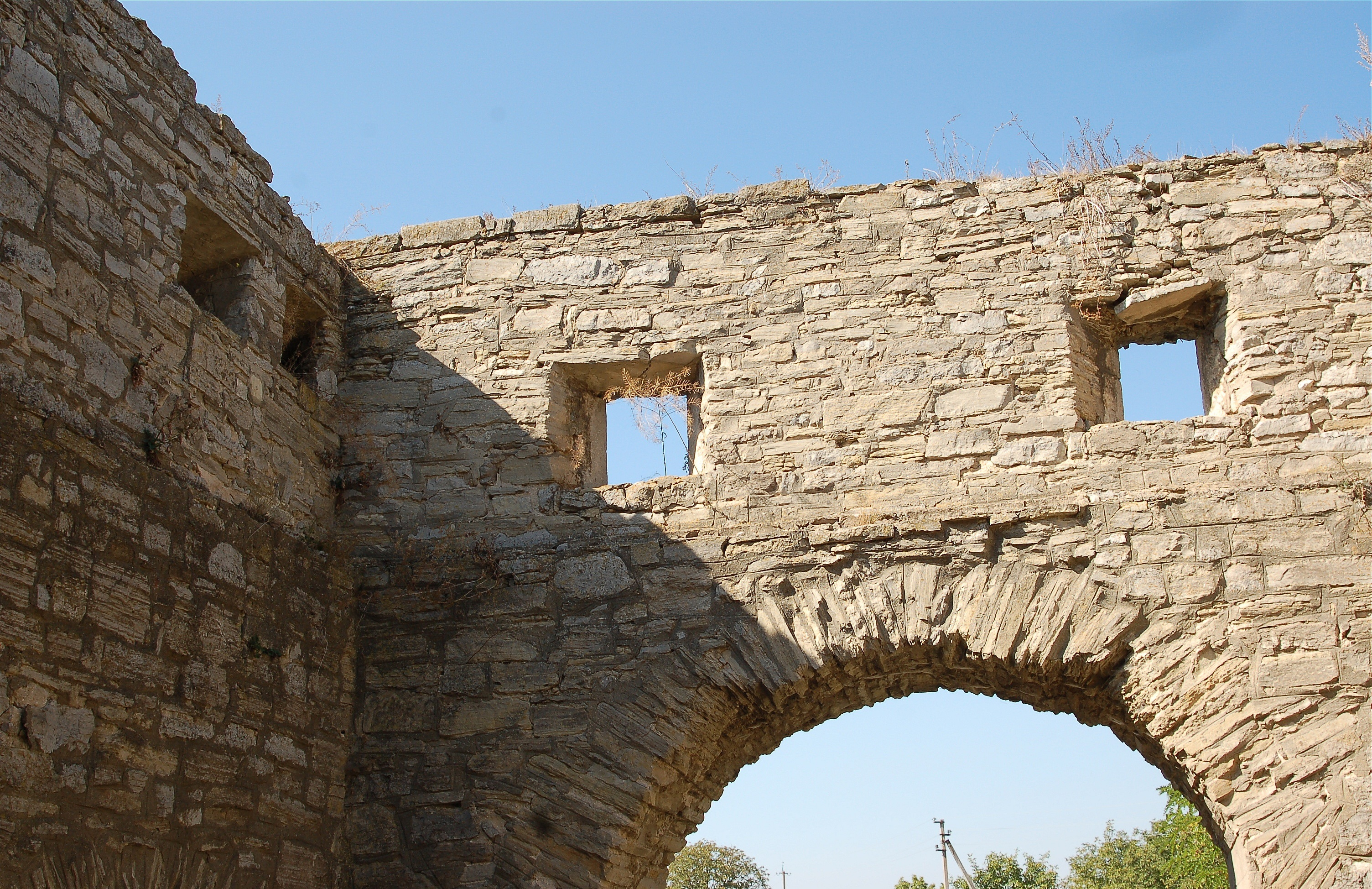
Wnętrze Bramy Lwowskiej
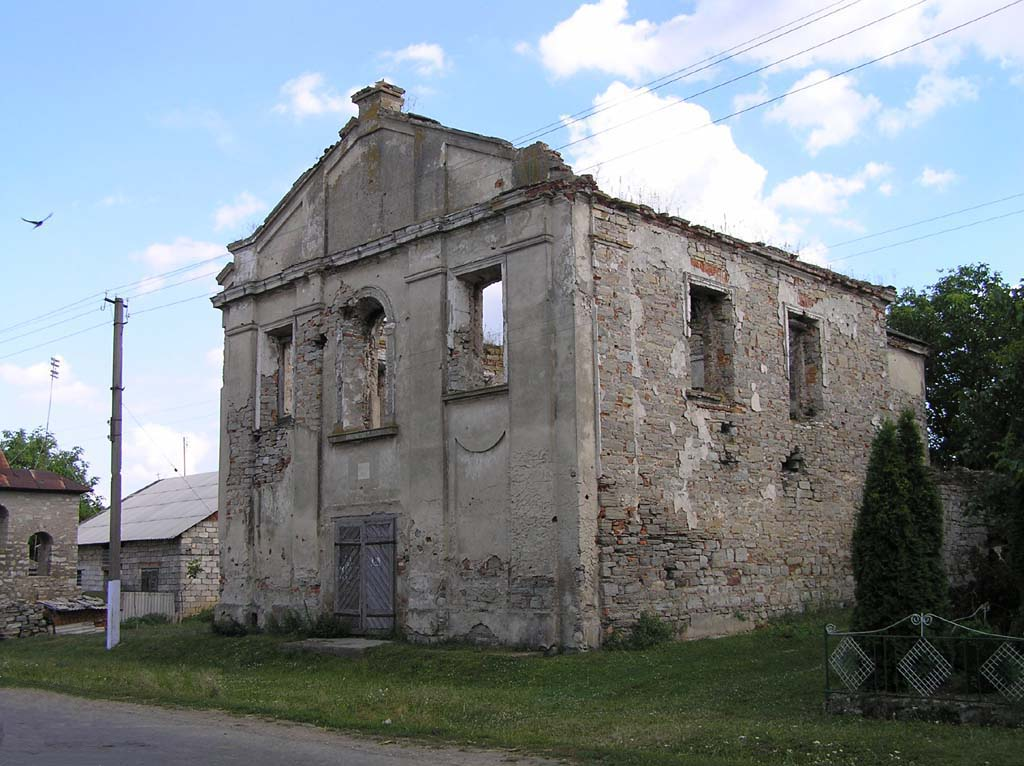
Kościół
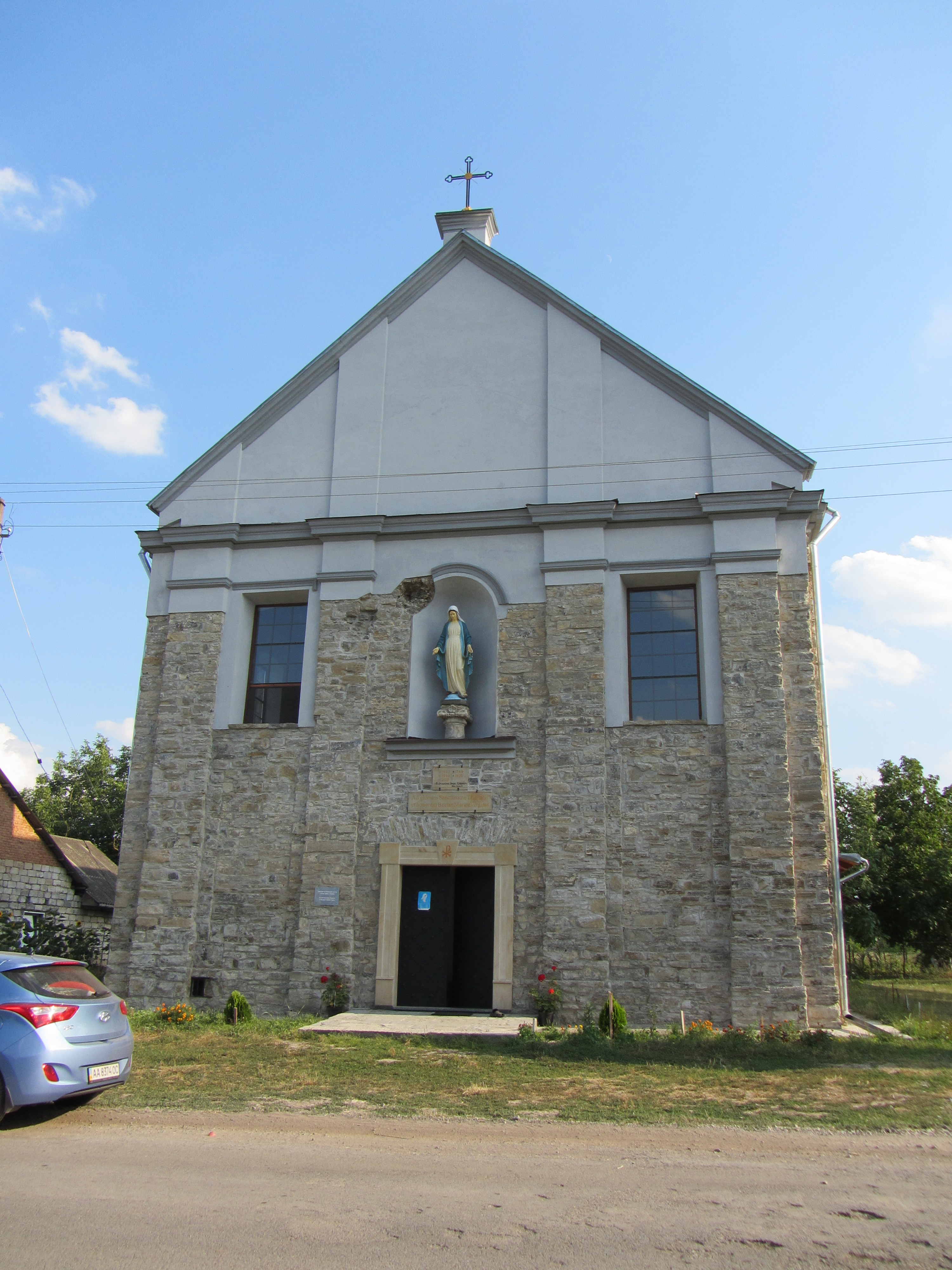
Kościół po restauracji
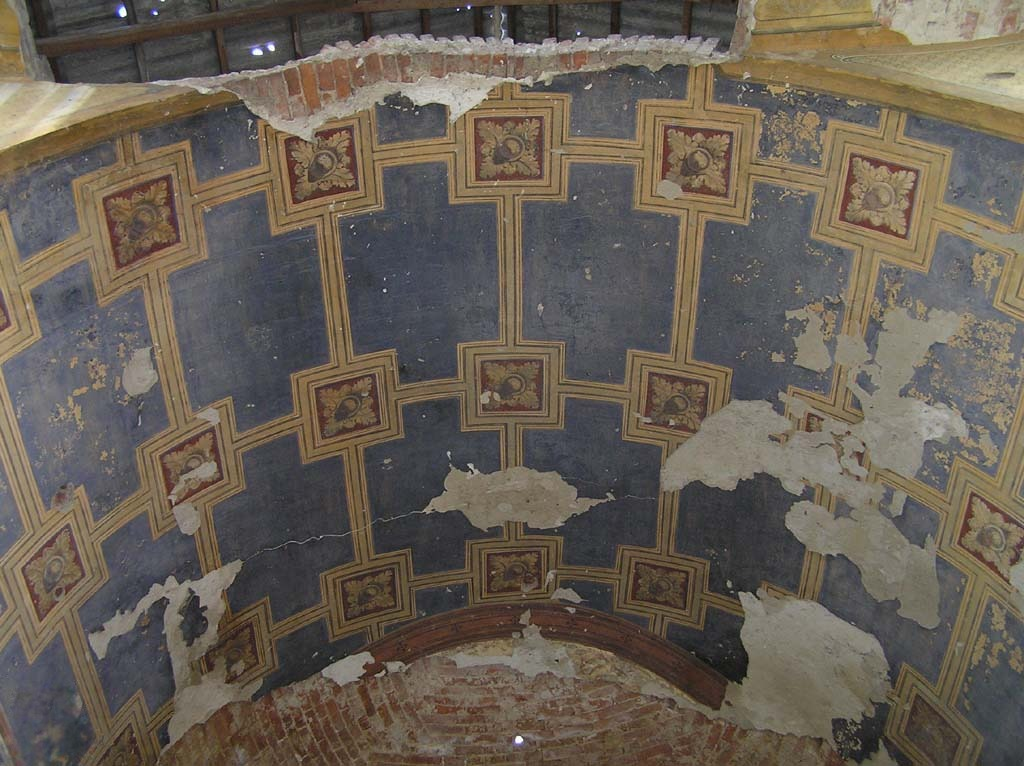
Polichromia na ścianach kościoła